# Андрей Урсу
Андрей-Йонуц Урсу (рум. Andrei-Ionuț Ursu, нар. 16 січня 1993), також відомий як WRS — румунський співак, танцівник й автор пісень. Представляв Румунії на Пісенному конкурсі Євробачення 2022 в Турині, Італія з піснею «Llámame» після перемоги на Selecția Națională 2022, де посів 18 місце.
Перш ніж розпочати кар'єру сольного співака, Урсу працював танцівником у таких відомих артистів як Inna, Антонія і Carla's Dreams, а також був частиною балету Pro TV у таких шоу, як Vocea României та Românii au talent. У січні 2020 року підписав контракт з Global Records і започаткував музичний електропоп-проєкт під сценічним ім'ям WRS.

## Біографія
Народився 16 січня 1993 року в місті Бузеу, Румунія. Почав танцювати у віці 12 років, заохочували до цього батьки, які займалися народними танцями.

## Кар'єра

### 2015—2020 роки
У 2015 році почав свою музичну кар'єру в бой-бенді Shot. Через два роки Урсу залишив проєкт, переїхав до Лондона й почав писати власну музику.
Wrs випустив свій дебютний сингл «Why» у січні 2020 року.
Сингли «Amore» за участі Ількана Гюнюча й «Tsunami» мали успіх, як в цифрових музичних платформах, так і на радіо, також посіли перші місця в музичних чартах Румунії та Болгарії.

### Євробачення 2022
У січні 2022 року Wrs був оголошений одним із 46 учасників національного відбору Румунії на Євробачення Selecția Națională 2022. 46 виконавців боролися за 20 місць у півфіналі: 15 півфіналістів було обрано журі та 5 — шляхом онлайн-голосування. Урсу вдалося кваліфікуватися спочатку до півфіналу, а потім досягти й фіналу нацвідбору. 5 березня 2022 року, у фіналі Selecția Națională 2022, Wrs зі своєю піснею «Llámame» став переможцем з першим місцем від журі (48 балів) та другим місцем від глядачів (11 балів) та отримав право представляти Румунію на пісенному конкурсі Євробачення 2022.
12 травня 2022 року Wrs виступив у другому півфіналі Євробачення, де здобув 118 балів, з яких 100 від глядачів (5 місце) та 18 від журі (14 місце), що принесло в результаті 9 місце та дозволило Румунії кваліфікуватися до фіналу конкурсу. 14 травня, у фіналі, Wrs виступив під другим номером і здобув 65 балів у загальному заліку (53 з яких від глядачів), що принесло країні 18 місце на Євробаченні 2022.

### Подальша кар'єра
Того ж 2022 року випустив свій перший мініальбом Mandala, у який увійшло шість пісень — «Llámame», «Leah», «La Luna», «Dalia», «Don't Rush» та «Lily». Згодом вийшов синг «If You Were Alone» у дуеті з учасницею Євробачення 2022 від Кіпра — Андромахою.
У 2023 році вийшов перший повноцінний альбом співака під назвою Fiesta'23, у який увійшло 11 пісень.

## Особисте життя
У травні 2023 року в інтерв'ю El País Урсу розповів, що він не позначає свою сексуальність. Він перебуває у стосунках з чоловіком на ім'я Влад Кондураче.